# El-Hany Soliman
El-Hany Soliman (tiếng Ả Rập: الهاني سليمان) (sinh ngày 1 tháng 11 năm 1984) là một cầu thủ bóng đá người Ai Cập. Anh thi đấu ở vị trí thủ môn cho đội bóng tại Giải bóng đá ngoại hạng Ai Cập El-Ittihad và Đội tuyển bóng đá quốc gia Ai Cập.
Anh nhiều lần được triệu tập vào đội tuyển quốc gia Ai Cập với tư cách thủ môn dự bị, trong cả vòng loại World Cup 2010. Ngoài ra, anh cũng có 39 lần khoác áo U-23 Ai Cập, U-20 Ai Cập và U-17 Ai Cập. Năm 2013, Soliman ký hợp đồng cho El-Gouna.